# هکتور ۶۲۴

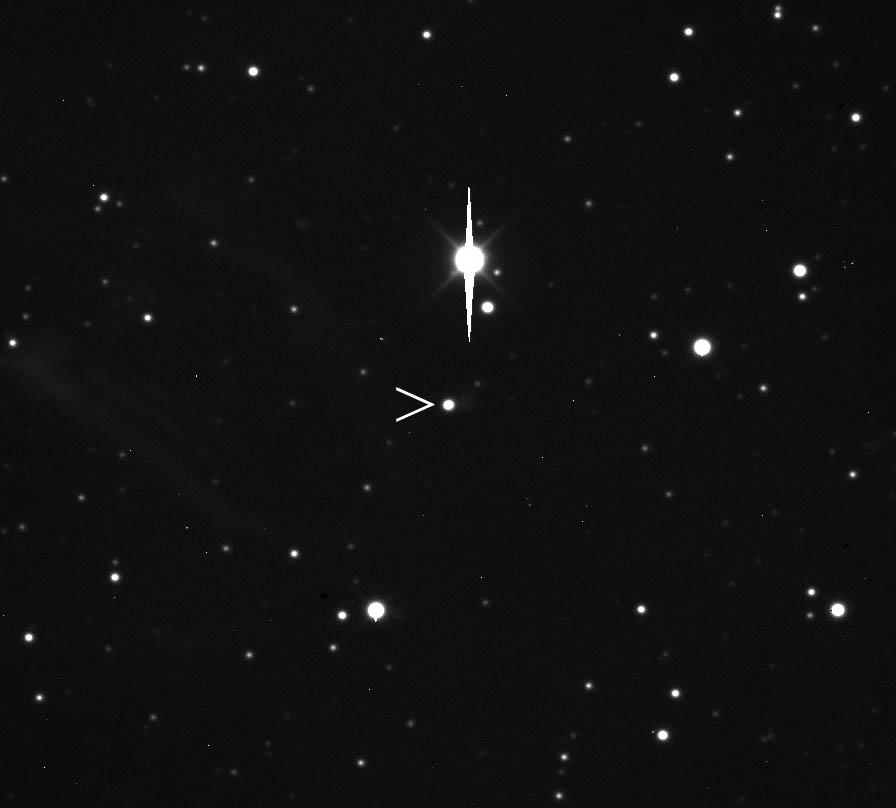
نمایی از محل قرارگیری سیارک هکتور ۶۲۴ در منظومهٔ خورشیدی (وسط تصویر) – ۲۰۰۹

سیارک ۶۲۴ (به انگلیسی: 624 Hektor، نامگذاری:1907XM) ششصد و بیست و چهارمین سیارک کشف شده‌است که در ۱۰ فوریه ۱۹۰۷ و در هایدلبرگ کشف شد.
این سیارک با قطر ۲۵۰ کیلومتر بزرگ ترین تروجان مشتری است
قدر مطلق سیارک برابر ۷٫۴۹ است.